# Juryj Zisier
Juryj Anatoljewicz Zisier (biał. Юрый Анатольевіч Зісер; ur. 28 czerwca 1960 we Lwowie, zm. 16 maja 2020 w Mińsku) – białoruski przedsiębiorca i bloger; założyciel portalu informacyjnego Tut.by.

## Życiorys
Urodził się we Lwowie w rodzinie żydowskiej. W latach 80. XX wieku przeprowadził się na Białoruś – do Mińska, skąd pochodziła jego przyszła żona, antropolog kulturowa Julia Czarniauskaja.
Został zatrudniony jako programista systemowy w Instytucie Naukowo-Doświadczalnym Onkologii i Radiologii Medycznej w Borowlanach pod Mińskiem.
W 1992 r. założył firmę zajmującą się oprogramowaniem, a w 2000 r. uruchomił witrynę Tut.by, która stała się jednym z najpopularniejszych niezależnych mediów w kraju.